# Ghosts I–IV
| 전문가 평가                | 전문가 평가 |
| 총 점수                    | 총 점수     |
| 출처                       | 점수        |
| -------------------------- | ----------- |
| 메타크리틱                 | 69/100      |
| 평가 점수                  |             |
| 출처                       | 점수        |
| AllMusic                   | [ 3 ]       |
| Blender                    | [ 4 ]       |
| IGN                        | 8.7/10      |
| MSN Music (Consumer Guide) | A−          |
| Now                        | 3/5         |
| Pitchfork                  | 5.0/10      |
| PopMatters                 | 8/10        |
| Rolling Stone              | [ 9 ]       |
| Spin                       | [ 10 ]      |
| Uncut                      | [ 11 ]      |

《Ghosts I–IV》는 2008년 3월 2일, 널 코퍼레이션에 의해 발매된 미국의 인더스트리얼 록 밴드 나인 인치 네일스의 여섯 번째 스튜디오 음반이다. 이 음반은 2007년 오랜 레이블인 인터스코프 레코드에서 분리된 후 밴드의 첫 번째 독립 발매 음반이다. 제작진에는 나인 인치 네일스의 프런트맨 트렌트 레즈너, 스튜디오 협력자 애티커스 로스 및 앨런 몰더, 그리고 알레산드로 코르티니, 아드리안 벨류, 그리고 브라이언 비글리오네의 기고문이 포함되었다.
레즈너는 《Ghosts》를 "낮의 꿈들을 위한 사운드트랙"이라고 묘사했는데, 이는 비평가들이 이를 브라이언 이노와 로버트 프립의 작품에 비교한 것으로, 이 곡들은 이름이 밝혀지지 않았다. 이 곡들은 트랙 목록과 그룹 번호로만 식별되며, 거의 전적으로 중요하다. 비록 5트랙 EP로 구상되었지만, 최종 발매는 4개의 9트랙 EP, 총 36트랙으로 구성되었다. 이 음반은 사전 발표 없이 크리에이티브 커먼즈 라이선스(BY-NC-SA)와 300달러 디럭스 에디션을 포함하여 다양한 패키지와 가격으로 발매되었다. 팬들이 음악을 시각적으로 해석하고 제출물을 게시하도록 초대하는 유튜브 기반의 영화제도 발표되었지만, 발표 이후 이 영화제에 대한 언급은 없었다.
《Ghosts I-IV》는 긍정적인 평가를 받았고 비평가들은 실험주의와 비정형적인 발매를 칭찬했다. 미국에서 14위에 올랐고, 그래미 어워드에서 최고의 록 인스트루멘탈 퍼포먼스와 최고의 박스 혹은 특별 한정판 패키지에 후보로 올랐는데, 이는 크리에이티브 커먼즈 라이선스로 발매된 음악이 그래미 어워드에 후보로 오른 최초의 사례이다.

## 커버 아트
롭 셰리단은 입주 작가와 공동으로 음반의 아트 디렉터로 활동했다. 셰리단은 또한 이전 두 개의 나인 인치 네일스 스튜디오 음반인 《With Teeth》 (2005년)와 《Year Zero》의 아트 디렉터였다. 《Ghosts》는 다양한 버전으로 발매되었기 때문에, 몇몇 버전은 다소 다른(또는 추가적인) 음반 아트와 관련 커버 아트를 특징으로 한다. 40페이지의 PDF는 음반의 각 버전과 함께 제공되며, 36개의 트랙 각각에 대한 사진을 포함한다. 이 사진들은 또한 다운로드 가능한 모든 트랙의 ID3 태그에 포함되어 있다.

## 상업적 성과
공식 나인 인치 네일스 웹사이트의 초기 발매는 웹사이트가 트래픽으로 넘쳐나면서 문제를 겪었고, 밀려드는 다운로드를 처리하기 위해 추가 서버를 추가할 때까지 완전히 작동하지 않았다. 음반 발매 일주일 후, 공식 나인 인치 네일스 웹사이트는 78만 건 이상의 구매 및 다운로드 거래를 보고하여 160만 달러 이상의 매출을 모았다. 300달러짜리 "울트라-디럭스 리미티드 에디션"의 선주문은 발매 30시간도 안 되어 매진되었다.
이 음반의 실제 발매는 첫 주에 26,000장이 팔리면서 미국 빌보드 200에서 14위로 데뷔했다. 이 음반은 또한 《빌보드》의 댄스/일렉트로닉 음반 차트에서 1위를 차지했다. 이 음반은 2013년 5월까지 미국에서 149,000장이 팔렸다. 국제적으로 《Ghosts》는 캐나다에서 3위, 오스트레일리아에서 15위, 뉴질랜드에서 26위, 오스트리아에서 58위, 영국에서 60위로 정점을 찍었다.

## 곡 목록
모든 곡들은 특별한 언급이 없는 한 트렌트 레즈너와 애티커스 로스에 의해 작사/작곡하였다.
| #  | 제목           | 작사·작곡                         | 재생 시간 |
| -- | -------------- | --------------------------------- | --------- |
| 1. | 〈1 Ghosts I〉 |                                   | 2:48      |
| 2. | 〈2 Ghosts I〉 |                                   | 3:16      |
| 3. | 〈3 Ghosts I〉 |                                   | 3:51      |
| 4. | 〈4 Ghosts I〉 | 레즈너, 로스, 알레산드로 코르티니 | 2:13      |
| 5. | 〈5 Ghosts I〉 |                                   | 2:51      |
| 6. | 〈6 Ghosts I〉 |                                   | 4:18      |
| 7. | 〈7 Ghosts I〉 |                                   | 2:00      |
| 8. | 〈8 Ghosts I〉 |                                   | 2:56      |
| 9. | 〈9 Ghosts I〉 |                                   | 2:47      |

| #   | 제목             | 작사·작곡              | 재생 시간 |
| --- | ---------------- | ---------------------- | --------- |
| 10. | 〈10 Ghosts II〉 |                        | 2:42      |
| 11. | 〈11 Ghosts II〉 | 레즈너, 로스, 코르티니 | 2:17      |
| 12. | 〈12 Ghosts II〉 |                        | 2:17      |
| 13. | 〈13 Ghosts II〉 |                        | 3:13      |
| 14. | 〈14 Ghosts II〉 |                        | 3:05      |
| 15. | 〈15 Ghosts II〉 |                        | 1:53      |
| 16. | 〈16 Ghosts II〉 |                        | 2:30      |
| 17. | 〈17 Ghosts II〉 | 레즈너, 로스, 코르티니 | 5:05      |
| 18. | 〈18 Ghosts II〉 |                        | 5:22      |

| #   | 제목              | 작사·작곡                                   | 재생 시간 |
| --- | ----------------- | ------------------------------------------- | --------- |
| 19. | 〈19 Ghosts III〉 | 레즈너, 로스, 코르티니, 브라이언 비글리오네 | 2:11      |
| 20. | 〈20 Ghosts III〉 |                                             | 3:39      |
| 21. | 〈21 Ghosts III〉 |                                             | 2:54      |
| 22. | 〈22 Ghosts III〉 | 레즈너, 로스, 코르티니, 비글리오네          | 2:31      |
| 23. | 〈23 Ghosts III〉 |                                             | 2:43      |
| 24. | 〈24 Ghosts III〉 |                                             | 2:39      |
| 25. | 〈25 Ghosts III〉 | 레즈너, 로스, 아드리안 벨류                 | 1:58      |
| 26. | 〈26 Ghosts III〉 |                                             | 2:25      |
| 27. | 〈27 Ghosts III〉 | 레즈너, 로스, 벨류                          | 2:51      |

| #   | 제목              | 작사·작곡              | 재생 시간 |
| --- | ----------------- | ---------------------- | --------- |
| 28. | 〈28 Ghosts III〉 |                        | 5:22      |
| 29. | 〈29 Ghosts III〉 | 레즈너, 로스, 코르티니 | 2:54      |
| 30. | 〈30 Ghosts III〉 |                        | 2:58      |
| 31. | 〈31 Ghosts III〉 |                        | 2:25      |
| 32. | 〈32 Ghosts III〉 |                        | 4:25      |
| 33. | 〈33 Ghosts III〉 | 레즈너, 로스, 코르티니 | 4:01      |
| 34. | 〈34 Ghosts III〉 |                        | 5:52      |
| 35. | 〈35 Ghosts III〉 |                        | 3:29      |
| 36. | 〈36 Ghosts III〉 |                        | 2:19      |